# Griffith C. Evans

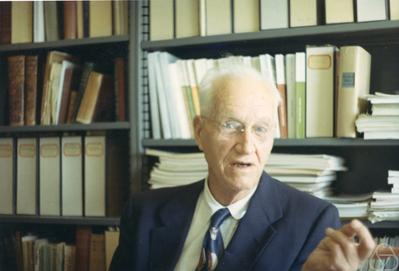
Griffith C. Evans

Griffith Conrad Evans (* 11. Mai 1887; † 8. Dezember 1973) war ein US-amerikanischer Mathematiker, der sich mit Analysis befasste.

## Leben
Griffith C. Evans wurde 1910 bei Maxime Bôcher an der Harvard University promoviert über die Integralgleichung von Volterra (Volterra's Integral Equation of the Second Kind with Discontinuous Kernel). Als Post-Doktorand war er zwei Jahre bei Volterra in Rom. 1912 wurde er Assistant Professor und 1916 Professor am Rice Institute. 1934 ging er an die University of California, Berkeley, wo er die Mathematik-Fakultät zu einer der führenden des Landes aufbaute, insbesondere indem er viele aus Europa emigrierte Mathematiker an die Universität holte (zum Beispiel Alfred Tarski, Hans Lewy, Jerzy Neyman). Er stand der mathematischen Fakultät in Berkeley von 1934 bis 1949 vor und ging 1955 in den Ruhestand.
Als Mathematiker befasste er sich mit Potentialtheorie, Integralgleichungen und Anwendungen der Mathematik in der Wirtschaft.
Seit 1921 war er Fellow der American Physical Society. 1933 wurde er Mitglied der National Academy of Sciences, 1934 der American Academy of Arts and Sciences und 1941 der American Philosophical Society. 1939/40 war er Präsident der American Mathematical Society. Die Evans Hall in Berkeley ist nach ihm benannt.
Er war seit 1917 verheiratet und hatte drei Kinder.

## Schriften
- The logarithmic potential, discontinuous Dirichlet and Neumann problems, American Mathematical Society 1927
- Mathematical introduction to economics, McGraw Hill 1930
- Stabilité et dynamique de la production dans l’économie politique, Gauthier-Villars 1932
- Lectures on multiple valued harmonic functions in space, University of California Press 1951
- Functionals and their applications; selected topics including integral equations, Dover 1964